# Kvirinije
Publije Sulpicije Kvirinije (lat. Publius Sulpicius Quirinius; grč. Κυρήνιος — Кириније; oko 51. p. n. e. — 21. n. e.) je bio rimski aristokrata, poznat po tome što je kao guverner Sirije proveo znameniti popis stanovništva u Judeji.

## Spoljašnje veze
- Livius.org: Publius Sulpicius Quirinius Архивирано на веб-сајту  (28. јул 2014)
- Jewish Encyclopedia: QUIRINIUS, P. SULPICIUS
- Josephus Jewish Antiquities 18